# Megújuló Energia Intézete
A Washingtoni Egyetemen működő Megújuló Energia Intézete 2013-ban alapított kutatólétesítmény. Igazgatója Daniel T. Schwartz.

## Célja
Az egyetem seattle-i campusán működő intézmény 2013-ban jött létre hatmillió dolláros állami támogatásból; célja a napenergia és az energia tárolási módjainak vizsgálata.
A 2017-ben megnyílt, 1400 m2 alapterületű tesztcsarnokot a magánszektor is használhatja. A létesítményben valós idejű szimulátor és egy tekercsnyomtató is található, amely a GeekWire szerint a világ egyik legfejlettebb ilyen eszköze.

## Kutatás
Az intézmény elsődlegesen a fotovoltaikus napelemekkel és az elektromos hálózatok kezelésével foglalkozik, de tevékenységi körükbe tartozik a perovszkit napelemekkel kapcsolatos kutatómunka is.

## Bővítés
2018-ban Washington állam 250 millió dollárt biztosított a Fejlett Anyagok és Megújuló Energia Műszaki Központjának (CAMCET) felépítésére a campus nyugati részén. Az épületben laboratóriumok mellett irodák is helyet kapnak.

## Fordítás
- Ez a szócikk részben vagy egészben  a   Clean Energy Institute című angol Wikipédia-szócikk ezen változatának fordításán alapul.  Az eredeti cikk szerkesztőit annak laptörténete sorolja fel. Ez a jelzés csupán a megfogalmazás eredetét és a szerzői jogokat jelzi, nem szolgál a cikkben szereplő információk forrásmegjelöléseként.